# Aleucanitis caspica
Aleucanitis caspica är en fjärilsart som beskrevs av Otto Staudinger 1901. Aleucanitis caspica ingår i släktet Aleucanitis och familjen nattflyn. Inga underarter finns listade i Catalogue of Life.